# Дієго де Вільяльба-і-Толедо
Дієго де Вільяльба-і-Толедо (ісп. Diego de Villalba y Toledo; 1610–1680) — іспанський генерал-артилерист і колоніальний чиновник, губернатор Нового Королівства Гранада і президент Королівської авдієнсії Санта-Фе-де-Боготи від 1667 до 1671 року, кавалер ордена Сантьяго.

## Врядування
До приїзду до Нового Королівства Гранада був губернатором Гавани.
За свого врядування збудував міст через річку Богота, при цьому він використовував працю корінного населення. 1668 року йому довелось відвідати фортеці Картахени-де-Індіас, що постраждали від нападів пірата Моргана. Там же він перевірив вжиття заходів щодо захисту від висадок французів на узбережжі Нової Гранади, що дедалі частішали.
Наприкінці каденції був звинувачений у численних злочинах, які розслідував його наступник Мельчор де Ліньян-і-Сіснерос. Зрештою де Вільяльба виїхав до Іспанії. Помер близько 1680 року в Севільї.